# Alvin Myerovich
Alvin Myerovich (* 11. Dezember 1906 in Tula, Russland; † 4. Juni 1996 in Manchester Township, New Jersey) war ein US-amerikanischer Musiker und Schauspieler.

## Leben
Alvin Myerovich wurde 1906 in Russland geboren und immigrierte 1923 in die Vereinigten Staaten. Er erwarb einen Bachelor-Grad in Musik am Cleveland Institute of Music und einen Master-Grad an der Case Western Reserve University.
Später ließ er sich in Youngstown, Ohio, nieder. Dort lehrte von 1931 bis 1963 als Professor für Musik und Violine an der Youngstown State University. Während des Zweiten Weltkriegs diente er in der US Army und erreichte den Rang eines Technical Sergeant.
Mitte der 1960er Jahre zog er nach Pikesville, Maryland. Im Alter von 60 Jahren entdeckte er die Schauspielerei für sich, nachdem ihn Schüler für ein Theaterstück als Darsteller gewannen. Zunächst trat er vor allem im Gemeindetheater auf, bevor er 1980 die Rolle des Rabbis im Broadway-Musical Fiddler on the Roof erhielt. Später trat er mit dem Stück bei drei Tourneen durch die USA auf.
Sein Spielfilmdebüt gab er 1987 als Taschendieb Mr. Schumacher im Tanzfilm Dirty Dancing. 1990 spielte er in Barry Levinsons Avalon einen jüdischen Immigranten.
Myerovich war seit 1944 mit Olga Myerovich (geborene Parfenchuk, 1920–2003), der ersten Violinistin des Baltimore Symphony Orchestra, verheiratet. Aus der Ehe gingen zwei Kinder, die Theaterschauspielerin Kim Lynne Myerovich (1944–1991) und der Sohn Gary Myerovich hervor.

## Filmografie
- 1987: Dirty Dancing
- 1990: Avalon